# Varbina
Varbina (Bulgaars: Върбина) is een dorp in de Bulgaarse gemeente Madan, oblast Smoljan. Het dorp ligt 22 km ten zuidoosten van Smoljan en 185 km ten zuidoosten van Sofia. 

## Bevolking
Op 31 december 2020 telde het dorp Stoedena 838 inwoners. Van de 998 inwoners die in februari 2011 werden geregistreerd, waren er 122 jonger dan 15 jaar oud (12,2%), gevolgd door 726 personen tussen de 15-64 jaar oud (72,7%) en 150 personen van 65 jaar of ouder (15%).
| Bevolkingsontwikkeling tussen 1934 en 2020          |
| --------------------------------------------------- |
|                                                     |
| Bron: Nationaal Statistisch Instituut van Bulgarije |

Het dorp wordt grotendeels bewoond door etnische Bulgaren (513 van de 673 ondervraagden, oftewel 76,1%). De meeste inwoners zijn moslim.
| Etnische samenstelling van de respondenten (2011) | Etnische samenstelling van de respondenten (2011) | Etnische samenstelling van de respondenten (2011) | Etnische samenstelling van de respondenten (2011) | Etnische samenstelling van de respondenten (2011) |
| ------------------------------------------------- | ------------------------------------------------- | ------------------------------------------------- | ------------------------------------------------- | ------------------------------------------------- |
|                                                   |                                                   |                                                   |                                                   |                                                   |
| Bulgaren                                          | Bulgaren                                          |                                                   | 76,1%                                             | 76,1%                                             |
| Turken                                            | Turken                                            |                                                   | 1,6%                                              | 1,6%                                              |
| Roma                                              | Roma                                              |                                                   | 0,0%                                              | 0,0%                                              |
| Anders/Onbekend                                   | Anders/Onbekend                                   |                                                   | 22,3%                                             | 22,3%                                             |